# Tennistoernooi van Moskou 2019

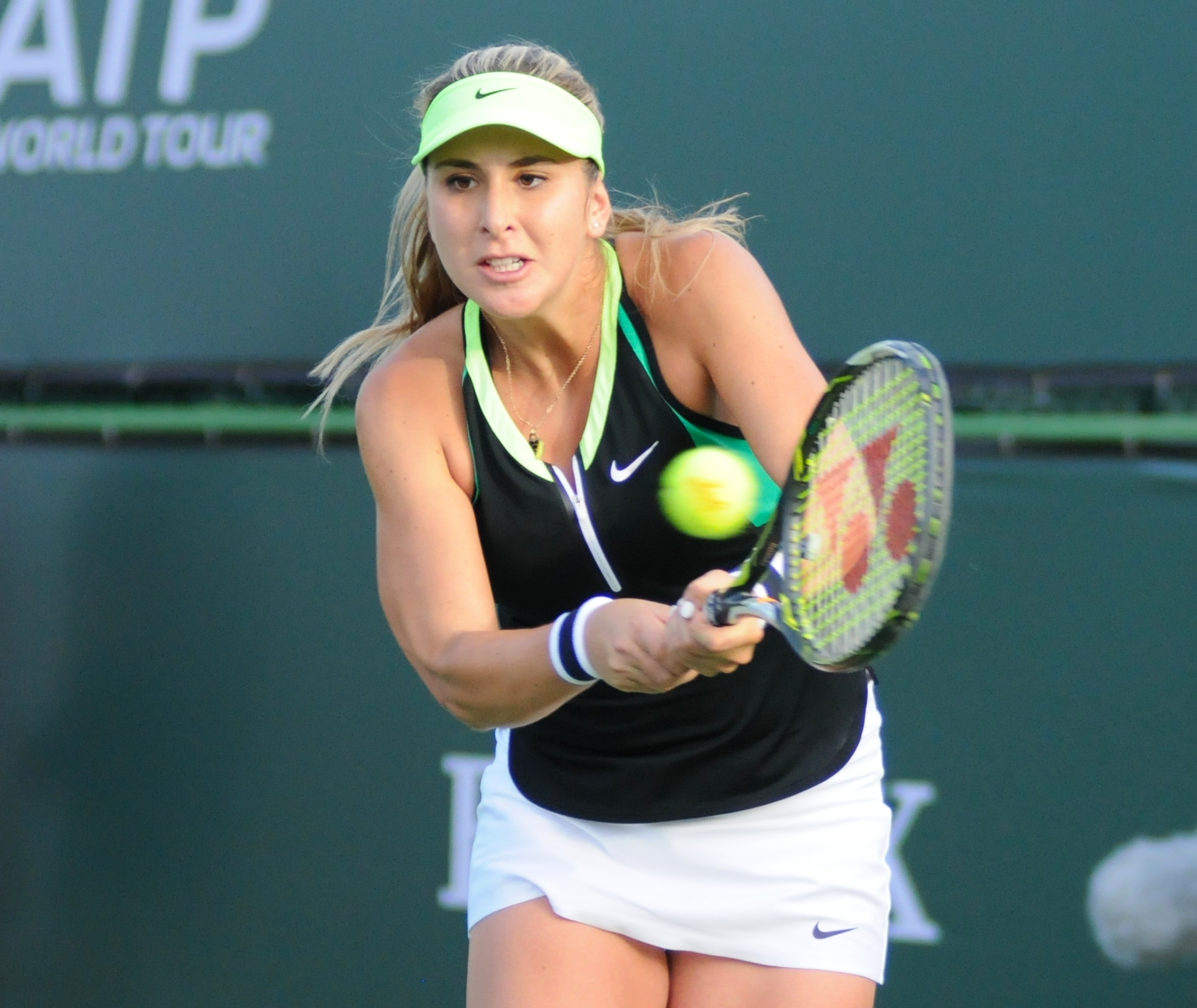
Belinda Bencic, winnares bij de vrouwen

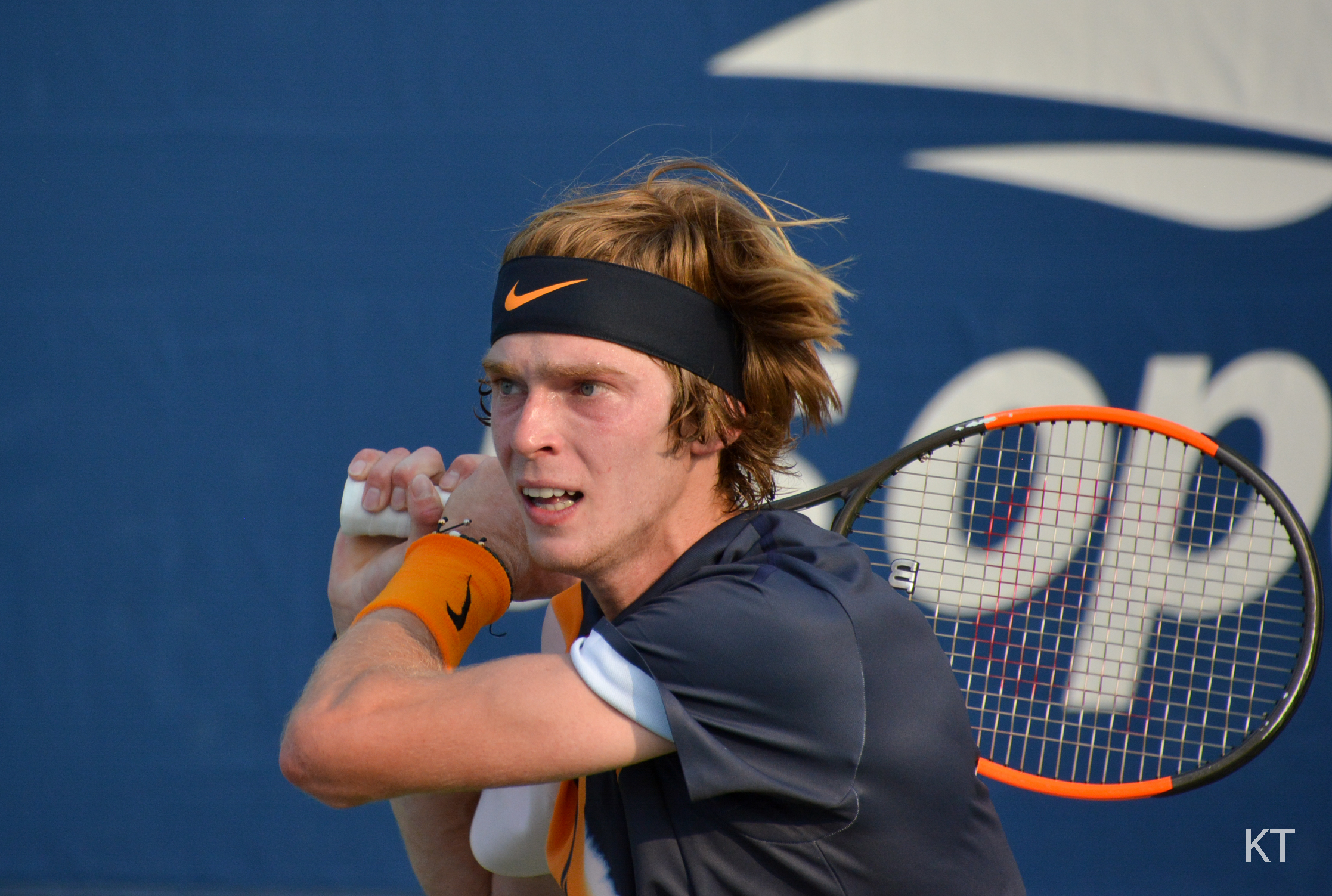
Andrej Roebljov, winnaar bij de mannen

Het tennistoernooi van Moskou van 2019 werd van 14 tot en met 20 oktober 2019 gespeeld op de hardcourt-binnenbanen van het IJspaleis Krylatskoje in de Russische hoofdstad Moskou. De officiële naam van het toernooi was Kremlin Cup.
Het toernooi bestond uit twee delen:
- WTA-toernooi van Moskou 2019, het toernooi voor de vrouwen
- ATP-toernooi van Moskou 2019, het toernooi voor de mannen

## Toernooikalender
| Moskou            | oktober 2019 | oktober 2019 | oktober 2019 | oktober 2019 | oktober 2019 | oktober 2019 | oktober 2019 | oktober 2019 |
| Moskou            | maa 14       | din 15       | woe 16       | woe 16       | don 17       | vrĳ 18       | zat 19       | zon 20       |
| ----------------- | ------------ | ------------ | ------------ | ------------ | ------------ | ------------ | ------------ | ------------ |
| vrouwenenkelspel  | 1e ronde     | 1e ronde     | 2e ronde     | 2e ronde     | 2e ronde     | kwartfinale  | halve finale | finale       |
| vrouwendubbelspel | 1e ronde     | 1e ronde     | 1e ronde     | 2e ronde     | 2e ronde     | halve finale |              | finale       |
| mannenenkelspel   | 1e ronde     | 1e ronde     | 1e ronde     | 2e ronde     | 2e ronde     | kwartfinale  | halve finale | finale       |
| mannendubbelspel  | 1e ronde     | 1e ronde     | 1e ronde     | 2e ronde     | 2e ronde     | halve finale | finale       |              |

ATP-toernooi van Moskou – WTA-toernooi van Moskou

1996 · 1997 · 1998 · 1999 · 2000 · 2001 · 2002 · 2003 · 2004 · 2005 · 2006 · 2007 · 2008 · 2009 · 2010 · 2011 · 2012 · 2013 · 2014 · 2015 · 2016 · 2017 · 2018 · 2019 · 2020 · 2021